# 志村格
志村 格（しむら ただし、1956年6月29日 - ）は、日本の国土交通官僚。観光庁観光地域振興部長や、観光庁次長、日本旅行業協会理事長等を経て、成田空港高速鉄道代表取締役社長。

## 人物・経歴
1981年東京大学法学部卒業、運輸省入省。ハーバード大学留学を経て、1991年在中華人民共和国日本国大使館一等書記官。1995年奈良県企画部次長。1999年運輸省近畿運輸局企画部長。2001年日本海難防止協会シンガポール事務所長。
2004年国土交通省大臣官房参事官（観光担当）。2005年国土交通省総合政策局旅行振興課長。同年国土交通省航空局監理部国際航空課長。2007年国土交通省大臣官房参事官（総合政策局（国際企画））。2008年国土交通省大臣官房審議官（総合政策局（国際））。
2011年観光庁観光地域振興部長。2012年観光庁審議官。同年観光庁次長。2013年新関西国際空港取締役兼執行役員。2014年新関西国際空港常務取締役兼常務執行役員。2016年日本旅行業協会理事長。2023年成田空港高速鉄道代表取締役社長。